# Mohamed Habib Hamed
 (août 2015).
Si vous disposez d'ouvrages ou d'articles de référence ou si vous connaissez des sites web de qualité traitant du thème abordé ici, merci de compléter l'article en donnant les références utiles à sa vérifiabilité et en les liant à la section « Notes et références ».
Mohamed Habib Hamed, né en 1945 à Moularès, est un écrivain tunisien.

## Biographie
Fils de mineur, cet ancien de l'université Sorbonne-Nouvelle obtient un docteur d’État es-lettres avec une thèse intitulée Le conte oriental et son traitement jusqu'à la Révolution, sous la direction du professeur émérite Jacques Chouillet. Il participe à plusieurs colloques, aussi bien en Tunisie qu'à l'étranger. Spécialiste de la Révolution française, il publie plusieurs articles et recherches scientifiques ayant un étroit rapport avec le conte oriental, le monde arabo-musulman et le XVIIIe siècle.
Sa production romanesque donne lieu à plusieurs ateliers et colloques nationaux et internationaux ainsi qu'à plusieurs articles de presse.

## Publications
- Gor et Magor, éd. Lanterne magique, Tunis, 1994  (ISBN 9789973174963).
- La Mort de l'ombre, éd. Lanterne magique, Tunis, 1996  (ISBN 9789973177247).
- Zooz, le pet de loup, éd. Lanterne magique, Tunis, 1996 (OCLC 36348945).
- L'Œil du mulet ne me plaît pas, éd. Lanterne magique, Tunis, 1999  (ISBN 9789973311566).
- Le Mahtuvu, éd. Lanterne magique, Tunis, 2000 (ISBN 9973-34-165-7) édité erroné (BNF 40134905).
- Cactus, éd. Lanterne magique, Tunis, 2004  (ISBN 9973319370).
- Tabroorie, l'âne qui rit, éd. Lanterne magique, Tunis, 2002  (ISBN 9789973413383).
- Le Rat de Sagdood, éd. Lanterne magique, Tunis, 2004  (ISBN 9789973512970).
- 41 délires révolutionnaires, éd. Lanterne magique, Tunis, 2014  (ISBN 9789938120691).